# 준거-참조검사
준거-참조검사(criterion-referenced test)는
교사가 학습장애장애아동이 도달해야 할 기준을 설정하고 설정한 기준까지 아동의 능력을 끌어올리기 위해 교수목표를 설정하는 방법으로 비표준화된 검사이다.
예를 들어, 교사가 일정 시간 안에 어떤 종류의 수학문제 12개 중 10개를 계산할 수 있어야 하는 것으로 준거를 정했는데, 아동이 이 준거를 도달하지 못할 경우 그 원인을 분석하고 다시 가르친 후 또 다른 검사를 실시한다. 아동이 준거에 도달할 때까지 이러한 과정을 거듭한다.(송준만,2011)
준거-참조검사는 개별 아동에게 무엇을 가르칠 것인지를 결정하기 위하여 검사함으로 교육 목표와 내용이 정해진다는 장점이 있다. 그러나 적절한 준거를 설정하기가 쉽지 않다는 단점도 있다(너무 높거나 낮은 수준으로 인해
교사와 아동의 노력이 낭비되거나 좌절감을 느낄 수 있음).
국내에서 사용하는 표준화된 준거-참조검사의 예로는 피아제의 발달단계를 기초로 아동의 현재 발달수준을 판단하기 위해 만든 발달단계별 준거-참조형 검사도구인
국립특수교육원(2005)의 KISE발달척도가 있다.
이는 아동의 언어발달,생활자립,소근육운동발달,사회•정서,인지운동 등 6개 영역을 중심으로 만든 것이다.
각 아동에 따라 검사방법을 융통성 있게 조절하거나 검사문항을 필요한 영역만 선택하여 실시할 수 있으며,기능수준,기초수준,최고수준으로 아동의 실행준거를 정하고있다. 
출처-(송준만,2011) 특수교육학개론.

## 같이 보기
- 심리측정학